# Protipapež Filip
Filip, protipapež Rimskokatoliške cerkve; * okrog 720 Nepi (Lacij, Papeška država); † okrog 770, Nepi (Papeška država; Frankovsko kraljestvo).

## Življenjepis
Protipapež Filip je bil papež samo en dan, in sicer 31. julija 768.
Leta 768 je bil Filip duhovnik v samostanu sv. Vida na Eskvilinskem griču v Rimu. Po smrti Pavla I. so nastali glede njegovega naslednika med rivalskimi skupinami hudi nemiri. Primicerij Krištof (Christophorus) in njegov sin Sergij (Sergius), papeški zakladničar, sta poklicala na pomoč Langobarde, da bi odstavila Konstantina II. ki je bil kandidat rimskih milic. 
Langobardski kralj Deziderij se je strinjal, da bo poslal krdela, in je poslal langobardskega duhovnika Valdiperta kot svojega opolnomočenca, ki naj bi sodeloval s Krištofom in Sergijem. Valdipert je pomagal Sergiju pri napadu na Rim, ki je končal Konstantinovo papeževanje. 
Ko je Konstantin postal ujetnik, je Valdipert – ne da bi obvestil Sergija – najbrž se je ravnal po Deziderijevih navodilih – zbral večje število Rimljanov in vstopil v samostan svetega Vida na Eskvilinu v nedeljo, 31. julija 768. Oni so izvolili Filipa, razglasili, da ga je sveti Peter izbral za papeža, in ga pripeljali v Lateransko baziliko. 
Tukaj je priložnostni škof najprej opravil nad njim običajne molitve, Filip pa je opravil tradicionalno slovesnost v Lateranski palači, ki so ji prisostvovali številni odličniki obeh Cerkva in države. 
Krištof se je zdaj vrnil v Rim in se približal mestnim vratom. Ko je zvedel za nepravilno (nekanonično) Filipovo izvolitev, je Rimljanom, ki so ga prišli pozdravit, postavil pogoj: ne bo vstopil v Rim, če Filipa ne bodo odstavili. (368) To se je tudi zgodilo. Filip je tako papeževal samo en dan. Krištof je namreč zvedel za Filipovo nekanonično izvolitev.
Tedaj so Rimljani razglasili Filipovo izvolitev za neveljavno ter mu očitali simonijo . Z njega so slekli papeška oblačila in ga prisilili, da se je vrnil nazaj v svoj samostan. 
Krištof je sedaj vstopil v Rim ter nadziral volitve novega, pravilno izvoljenega papeža Štefana III. (IV.) . 

## Smrt
Protipapež Filip je umrl neznano kdaj, nekako okrog leta 772, v samostanu blizu Rima, kamor je bil izgnan.